# 10-й истребительный авиационный полк Калининского и Волховского фронтов
10-й истребительный авиационный полк (10-й иап) — воинская часть Военно-воздушных сил (ВВС) Вооружённых Сил РККА, принимавшая участие в боевых действиях Великой Отечественной войны.

## Наименования полка

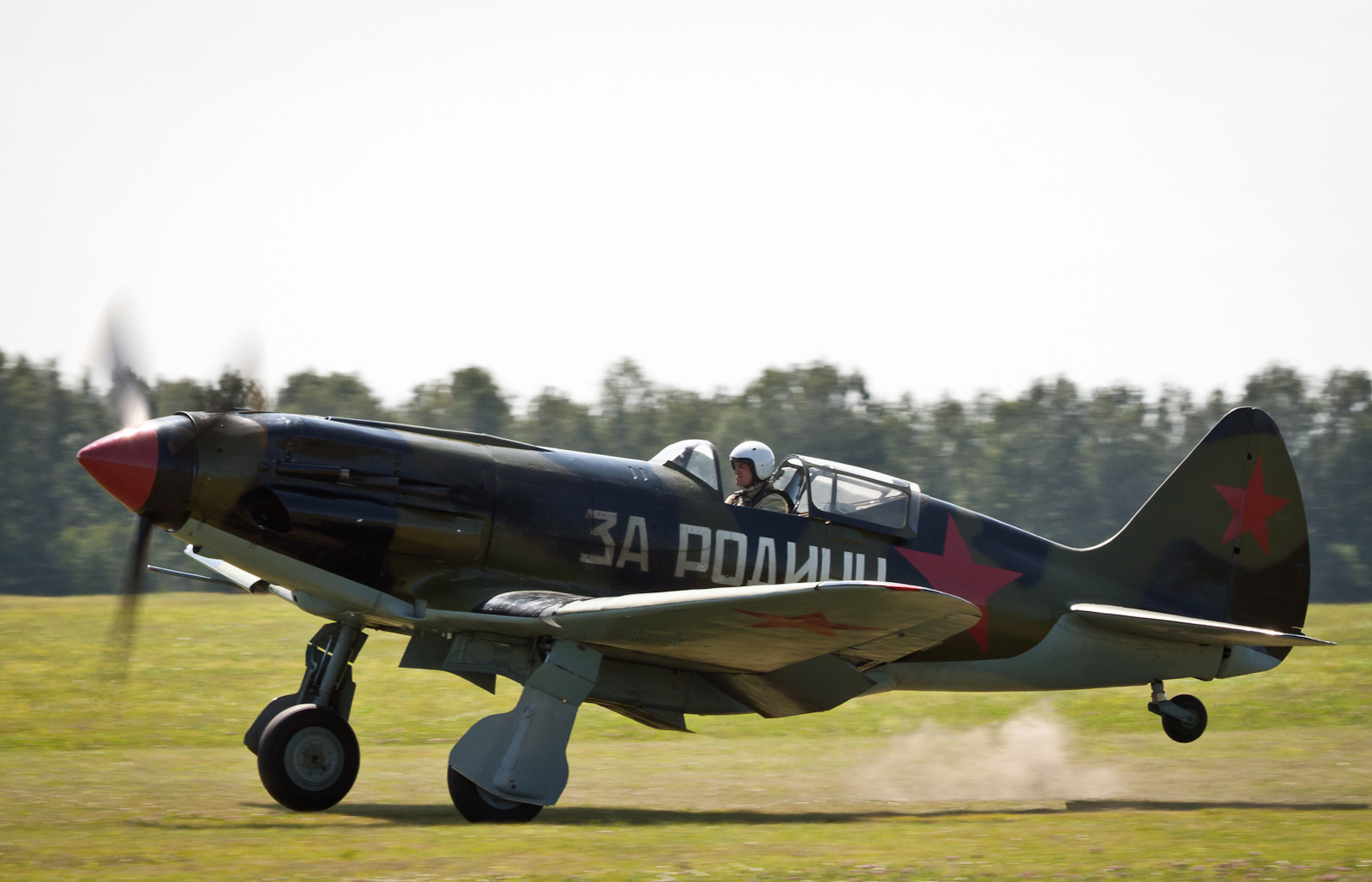
Самолёт МиГ-3

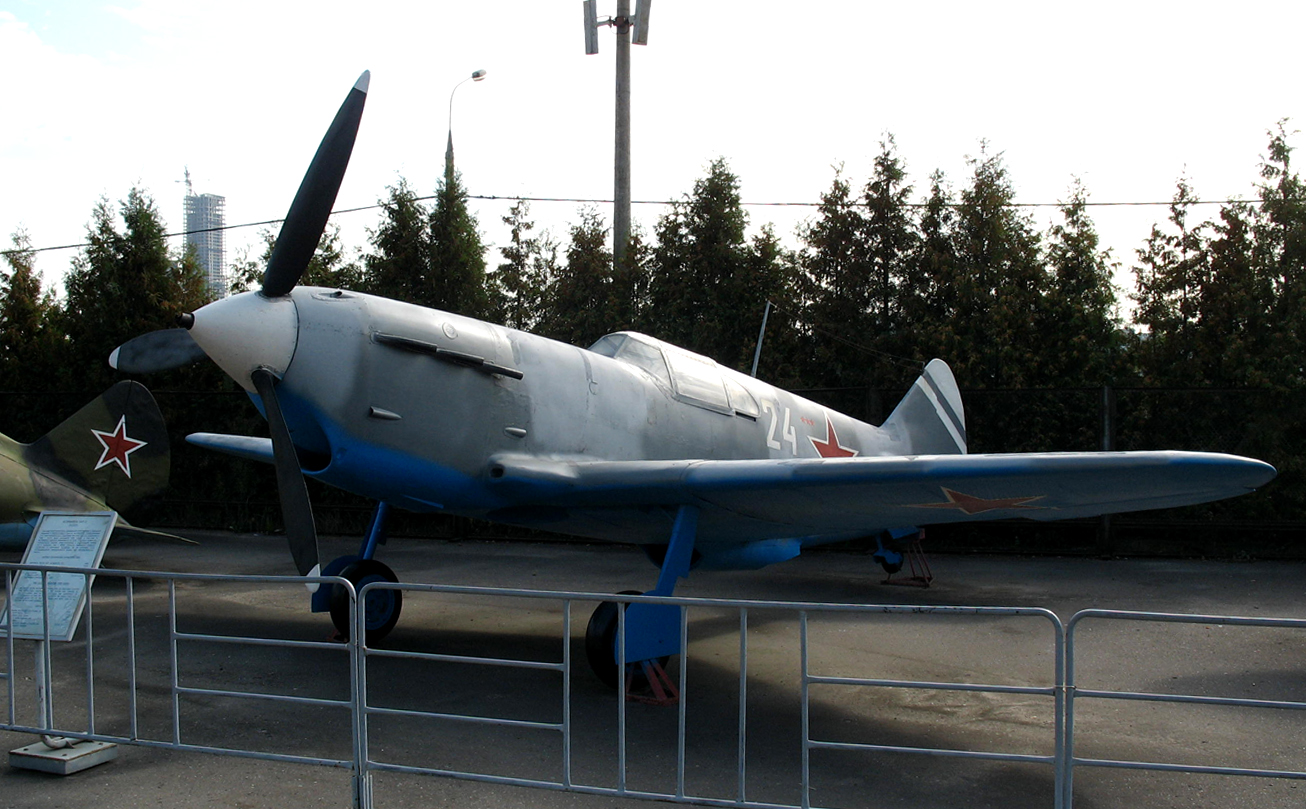
Истребитель ЛаГГ-3

За весь период своего существования полк несколько раз менял своё наименование:
- 10-й истребительный авиационный полк;
- 69-й гвардейский истребительный авиационный полк;
- 69-й гвардейский истребительный авиационный Краковский полк;
- 69-й гвардейский истребительный авиационный Краковский ордена Александра Невского полк;
- Полевая почта 06833.

## Создание полка
10-й истребительный авиационный полк формировался в период с 20.09.1941 г. по 10.10.1941 г. в Московском военном округе при 1-й Высшей школе штурманов ВВС КА (аэр. Дягилево, г. Рязань) на самолётах МиГ-3. По состоянию на 25.10.1941 года полк имел в боевом составе 17 самолётов МиГ-3.

## Переименование полка
10-й истребительный авиационный полк за образцовое выполнение боевых задач и проявленные при этом мужество и героизм 18 марта 1943 года переименован в 69-й гвардейский истребительный авиационный полк.

## В действующей армии
В составе действующей армии:
- с 25 октября 1941 года по 16 февраля 1942 года, всего — 114 дней,
- с 19 марта 1942 года по 9 июля 1942 года, всего — 112 дней,
- с 1 декабря 1942 года по 14 марта 1943 года, всего — 103 дня,

Итого — 329 дней

## Командиры полка
- капитан, майор Терехин Николай Васильевич, 01.10.1941 — 30.12.1942 (погиб)
- гвардии майор, подполковник Кривяков Николай Кузьмич, 15.01.1943 — 03.05.1945

## В составе соединений и объединений
| Период        | Фронт (округ)            | армия               | дивизия                                       | примечание |
| ------------- | ------------------------ | ------------------- | --------------------------------------------- | --- |
| 20.09.1941 г. | Московский военный округ |                     |                                               | аэр. Дягилево Рязань, формирование полка, МиГ-3                                                                          |
| 29.10.1941 г. | Калининский фронт        | ВВС фронта          |                                               | МиГ-3 |
| 11.01.1942 г. | Московский военный округ | ВВС округа          | 2-й запасной истребительный авиационный полк  | Сейма Горьковской области, переучивание на ЛаГГ-3 частью сил полка                                                       |
| 25.01.1942 г. | Калининский фронт        | ВВС фронта          | 140-я авиационная дивизия                     | полк составом 6-ти самолётов МиГ-3                                                                                       |
| 06.02.1942 г. | Калининский фронт        | ВВС фронта          | 140-я авиационная дивизия                     | выведен в тыл на доукомлектование, МиГ-3                                                                                 |
| 19.03.1942 г. | Волховский фронт         | ВВС 52-й армии      |                                               | ЛаГГ-3 |
| 10.04.1942 г. | Волховский фронт         | ВВС 52-й армии      |                                               | пополнение самолётами и личным составом (13 ЛаГГ-3 и 9 пилотов) из 796-го иап                                            |
| 09.07.1942 г. | Волховский фронт         | ВВС 52-й армии      |                                               | выведен в тыл на доукомлектование, ЛаГГ-3                                                                                |
| 01.08.1942 г. | Московский военный округ |                     | 22-й запасной истребительный авиационный полк | Иваново, переформирован по новому штату, последовательно переучивался на «Харрикейн» и (с 05.10.1942) на «Киттихаук»     |
| 10.12.1942 г. | Северо-Западный фронт    | 6-я воздушная армия | 239-я истребительная авиационная дивизия      | «Киттихаук» |
| 13.03.1943 г. | Северо-Западный фронт    | 6-я воздушная армия | 239-я истребительная авиационная дивизия      | передал 5 «Киттихауков» и 5 лётчиков в 46-й иап, 5 лётчиков в 436-й иап и убыл в тыл на доукомплектование и переучивание |
| 15.03.1943 г. | Московский военный округ |                     | 22-й запасной истребительный авиационный полк | Иваново, переучивание на Р-39 Аэрокобра                                                                                  |
| 18.03.1943 г. | Московский военный округ |                     | 22-й запасной истребительный авиационный полк | Иваново, переименован в гвардейский                                                                                      |

## Участие в операциях

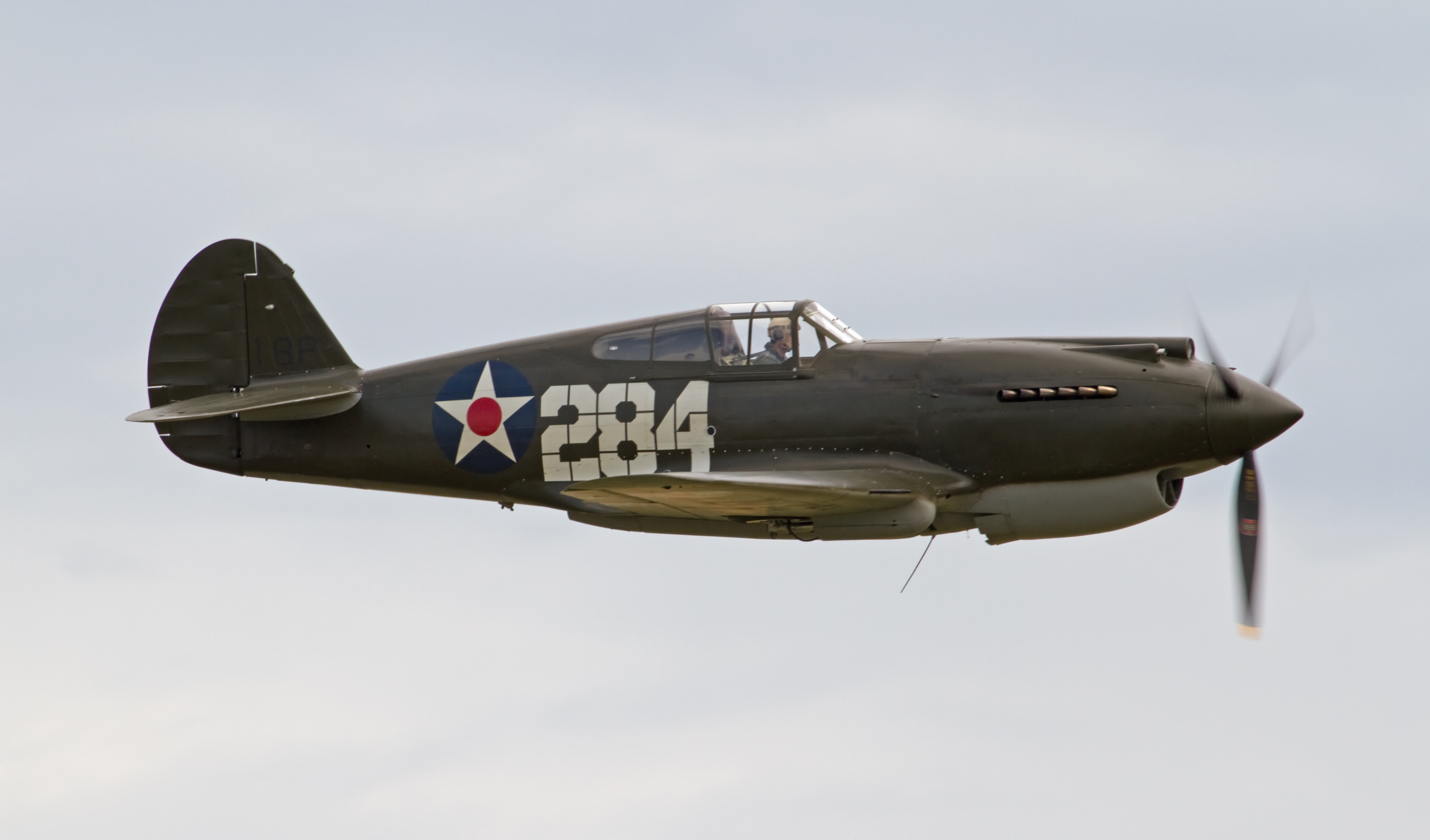
Curtiss P-40 Киттихаук

- Прикрытие аэродрома базирования и железнодорожного узла г. Рязань — с 11 октября 1941 года по 25 октября 1941 года
- Битва за Москву с 29 октября 1941 года по 19 марта 1942 года
  - Калининская оборонительная операция — 10 октября 1941 года по 4 декабря 1941 года
  - Тульская оборонительная операция — 24 октября 1941 года по 5 декабря 1941 года
  - Клинско-Солнечногорская оборонительная операция — 15 ноября 1941 года по 5 декабря 1941 года
  - Наро-Фоминская оборонительная операция — 1 декабря 1941 года по 5 декабря 1941 года
- Любанская наступательная операция — 7 января 1942 года по 30 апреля 1942 года
- Демянская операция — с 15 февраля 1943 года по 28 февраля 1943 года
- Старорусская операция — с 4 марта 1943 года по 19 марта 1943 года

## Статистика боевых действий
Всего за 1941—1942 годы Великой Отечественной войны полком:
| Выполнено боевых вылетов | Сбито самолётов в воздухе | Уничтожено самолётов всего |
| ------------------------ | ------------------------- | -------------------------- |
| 2036                     | 38                        | 47                         |

Свои потери:
| Потеряно самолётов, всего | Погибло лётчиков всего |
| ------------------------- | ---------------------- |
| 28                        | 18                     |